# Освалду Ласерда
Освалду Ласерда (порт. Osvaldo Lacerda, народився 23 березня 1927 в Сан-Паулу) — бразильський композитор.
Він почав навчатися музиці у віці 9 років з Аною Велозу ді Резенді, а потім продовжив з Марією дус Анжус Олівейра Роша. Спочатку він не планував робити музичну кар'єру, а його батько хотів, щоб хлопчик став адвокатом. У 1947 році Освалду навчався грі на фортепіано у Жозе Кліасса, а через три роки у Камаргу Гуарнієрі, який і порадив Освалду стати піаністом та композитором.
В 1963 році за допомогою Гуарнієрі, Освалду Ласерда брав уроки у інших відомих композиторів, а потім отримав стипендію від Фонду Гуггунхайма для того, щоб направитися на навчання до США, де він навчався у Аарона Копленда і Вітторіо Джіаніні. Після завершення навчання він повернувся до Бразилії, де став працювати, та скоро заснував «Бразильське товариство підтримки музики» (Sociedade Pró-Música Brasileira).
З 1966 по 1970 року Освальду працював консультантом Національної комісії священної музики (Comissão Nacional de Música Sacra), де, зокрема, повинен був рекомендувати музичні твори для використання в літургіях Католицької церкви.
В 1982 він одружився з жінкою, з якою раніше разом навчався, піаністці Еудошії ді Баррус.
З 1992 року Освалду працює професором музики Муніципальної музичної школи Сан-Паулу.